# Гусимка піскова
Гусимка піскова (Arabidopsis arenosa), або жерушник пісковий як Cardaminopsis arenosa, кардамінопсис пісковий як Cardaminopsis arenosa — вид трав'янистих рослин родини капустяні (Brassicaceae), поширений у Європі; знайдений у Ґренландії.

## Опис
Дворічна рослина. Стебла 20–40 см заввишки, прямостійні, міцні, зазвичай гіллясті, запушені простими відхиленими волосками, а листки — зірчастими волосками. Квітки під час цвітіння 3–5 мм довжиною, численні; пелюстки 6–8 мм завдовжки, білі або лавандові. Стручки 2–4 см завдовжки і ≈1 мм шириною, в подовжених суцвіттях, на тонких, вгору спрямованих плодоніжках. 2n = 16, 32..

## Поширення
Поширений у Європі; знайдений у Ґренландії, однак невідомо чи це продовження рідного ареалу чи рослина чужорідна.
В Україні вид зростає на піщаних і кам'янистих місцях, рідше на пісковиках, гранітах — в Закарпатті, Карпатах, Прикарпатті, Поліссі, Лісостепу більш-менш звичайний; у Степу рідко.

## Галерея

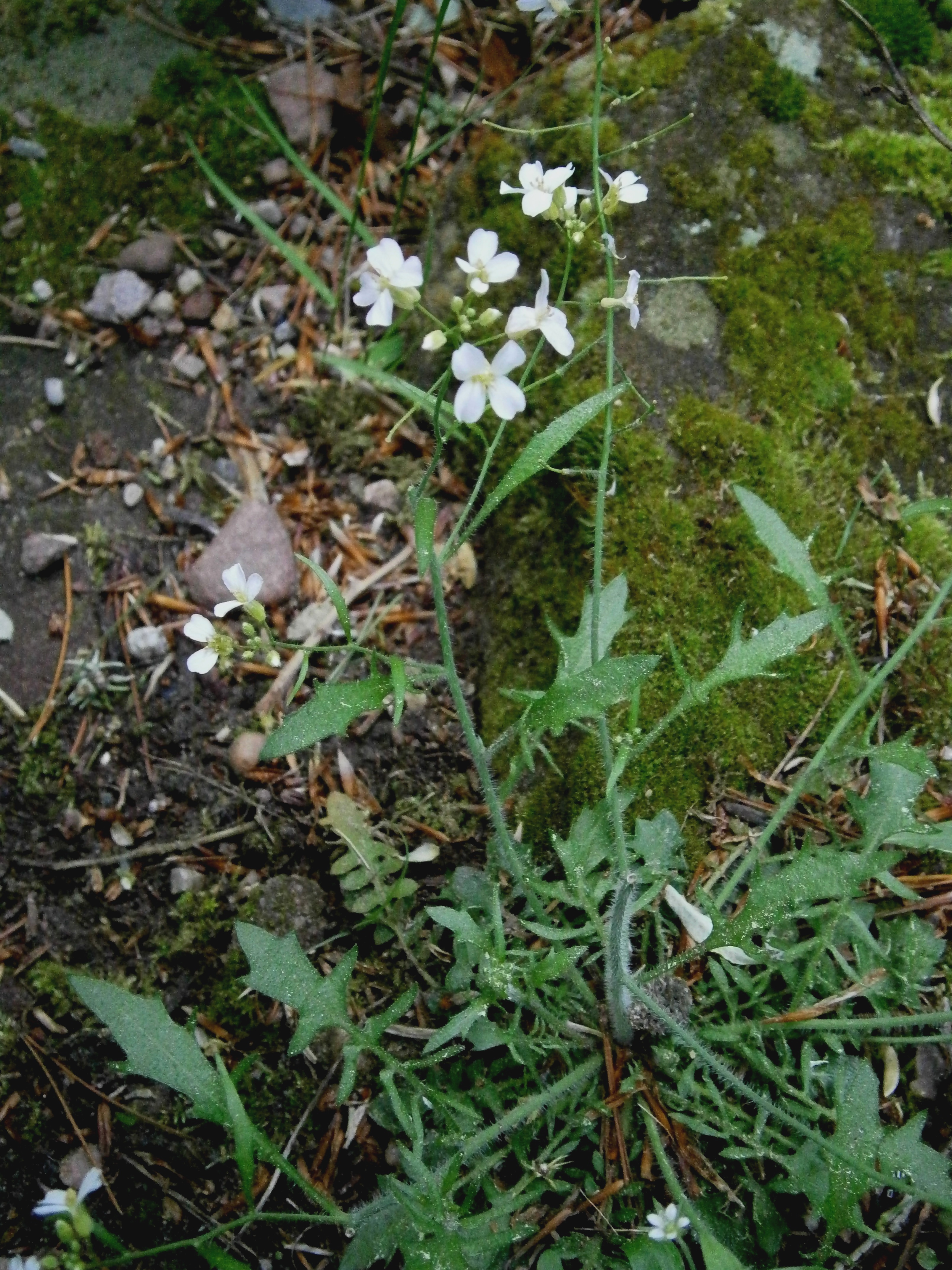
рослина
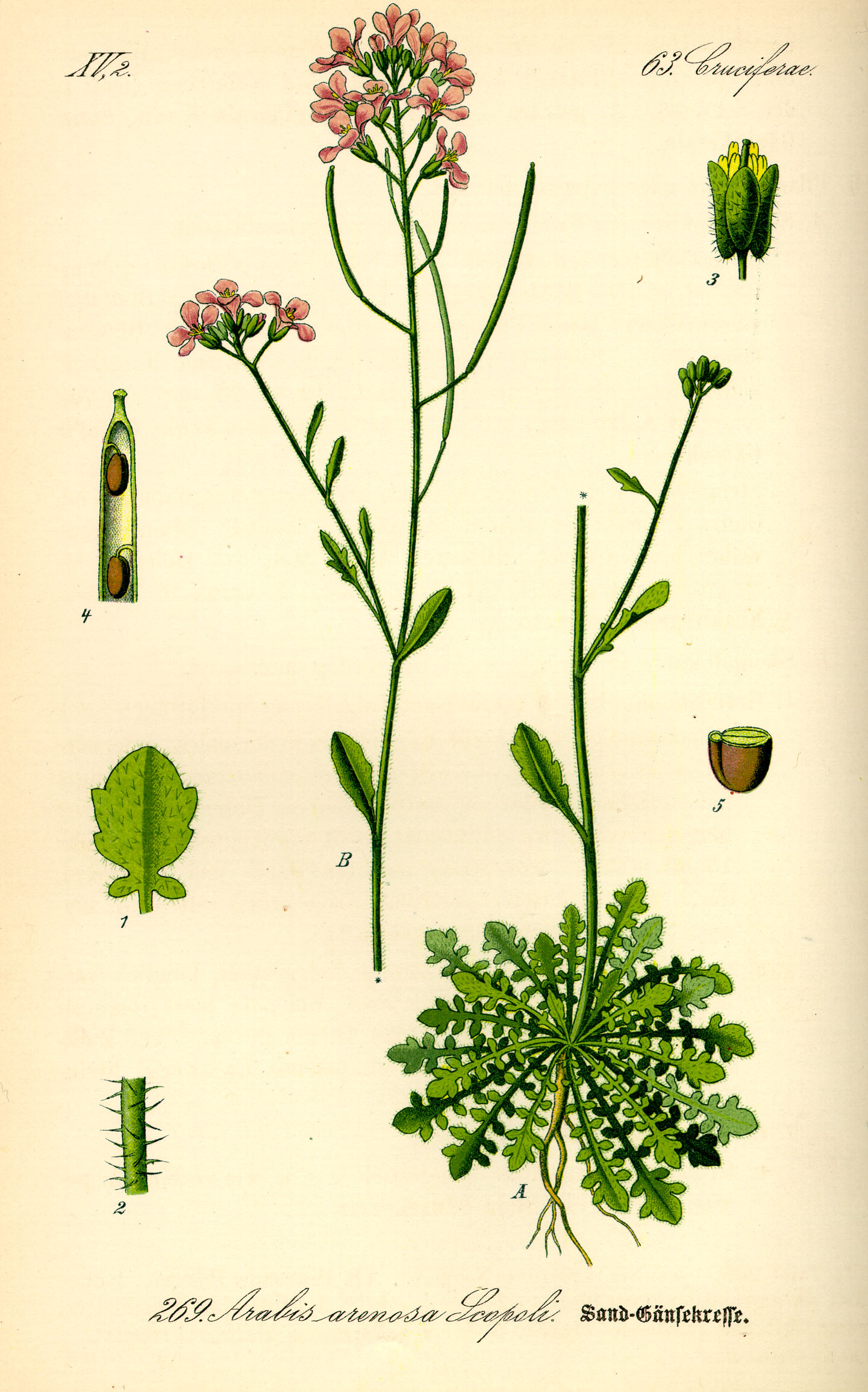
ілюстрація